# Devika Rani
Devika Rani Chaudhary Roerich, nota come Devika Rani (Visakhapatnam, 30 marzo 1908 – Bangalore, 9 marzo 1994), è stata un'attrice indiana.
Si tratta di uno dei volti più famosi del cinema indiano di Bollywood.
È la pronipote del celebre poeta Rabindranath Tagore. Trasferitasi a Londra per studiare alla Royal Academy of Music, conobbe lo sceneggiatore Niranjan Pal, che scrisse i copioni di molti dei suoi successi futuri.
Si sposò con il produttore ed attore indiano Himanshu Rai nel 1929.
Diventata vedova nel 1940, si sposò con il pittore russo Svetoslav Roerich nel 1945.

## Filmografia
- Karma, regia di J.L. Freer-Hunt (1933)
- Jawani Ki Hawa, regia di Franz Osten (1935)
- Miya Bibi, regia di Franz Osten (1936)
- Mamta, regia di Franz Osten (1936)
- Jeevan Naya, regia di Franz Osten (1936)
- Janmabhoomi, regia di Franz Osten (1936)
- Achhut Kanya, regia di Franz Osten (1936)
- Savitri, regia di Franz Osten (1937)
- Jeevan Prabhat, regia di Franz Osten (1937)
- Izzat, regia di Franz Osten (1937)
- Durga, regia di Franz Osten (1939)
- Anjaan, regia di Amiya Chakrabarty (1941)
- Hamari Baat, regia di M.I. Dharamsey (1943)